# Lock On: Горячие скалы
«Lock On: Горячие скалы» (издаваемая западе как Lock On: Flaming Cliffs и позже Lock On Gold, также известная как Lock On 1.1: Flaming Cliffs) — компьютерная игра в жанре авиасимулятора, разработанная Eagle Dynamics и изданная 1С в СНГ. Релиз в России состоялся 1 апреля 2005 года. На западе игра издавалась как дополнение к «Lock On: Современная боевая авиация», когда как в СНГ она издавалась как продолжение этой игры. При этом «Lock On: Горячие скалы» не требует копию предшественницы для запуска.
В отличие от «Lock On: Современная боевая авиация», в «Lock On: Горячие скалы» присутствует новый самолёт: Су-25Т, были добавлены новые военные кампании и кат-сцены на движке игры, также были улучшены текстуры объектов и игровой карты.
Следующим авиасимулятором, разработанным Eagle Dynamics, после «Горячих скал» стал «Ка-50: Чёрная акула». На выбор именно вертолёта Ка-50 как главного героя новой игры повлияло в том числе наличие таких же как и у него ракет у Су-25Т из «Lock On: Горячие скалы».

## Системные требования
|            | Минимальные                      | Рекомендуемые                     |
| ---------- | -------------------------------- | --------------------------------- |
| Процессор  | Intel Pentium III или AMD Athlon | Intel Pentium IV или AMD Athlon   |
| ОЗУ        | 256 МБ                           | 1 ГБ                              |
| Привод     | CD- или DVD- привод              | CD- или DVD- привод               |
| HDD        | 2 ГБ свободного места            | 2 ГБ свободного места             |
| Видеокарта | видеокарта с ОЗУ 64 Мб           | ATI Radeon 9600 или nVidia FX5700 |
| ОС         | Windows 2000 или Windows XP      | Windows 2000 или Windows XP       |

## Отзывы
| Русскоязычные издания | Русскоязычные издания |
| Издание               | Оценка                |
| --------------------- | --------------------- |
| Absolute Games        | 61 %                  |
| «Игромания»           | 8,5/10                |